# 旭川市旭山動物園
旭川市旭山動物園（あさひかわしあさひやまどうぶつえん、英語：Asahikawa Asahiyama zoological park）は、北海道旭川市東旭川町倉沼にある旭川市が運営する動物園で通称は旭山動物園である。

## 概要

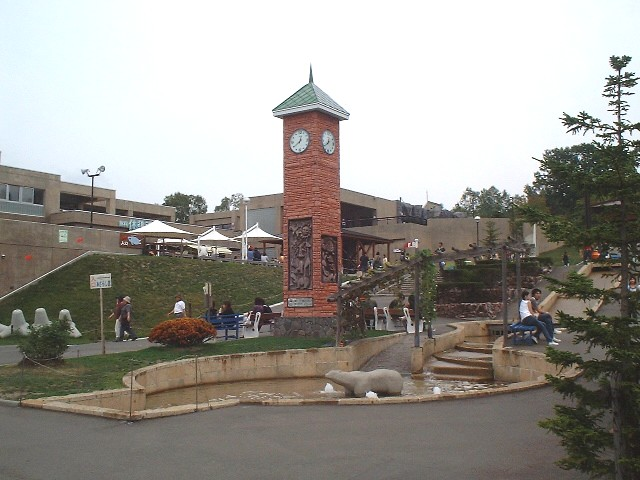
動物園内

日本最北の動物園。園内の一貫したテーマは、『伝えるのは、命』。
動物の自然な生態が見られる行動展示（後述）を実施して、一躍有名になった。1997年以降は入園者数が増加し、北海道を代表する観光地として定着している。日本国内だけではなく海外からも数多くの観光客が訪れている。2004年6月の「あざらし館」公開以降は7月は18万5,461人、8月は32万1,500人と、恩賜上野動物園を抜いて日本一の月間入園者数を記録した。2006年度の入園者数は300万人を超え、350万人の来園者があった上野動物園に次いで国内2位、2010年以降は、愛知県の東山動植物園に抜かれ第3位になったが世界レベルでも上位の入場者数を記録している。寒冷地域に生息する動物の飼育繁殖に実績があり、旭山動物園が国内で初めて飼育下での自然繁殖に成功した動物にホッキョクグマ、アムールヒョウ、コノハズクなどがいる。
今後の構想・計画としてゾウの多頭飼育を検討中である。

## 展示

### 行動展示
日本の動物園で一般的な、動物の姿形を見せることに主眼を置いた「形態展示」ではなく、行動や生活を見せる「行動展示」を導入したことで注目を集めた。
ペンギンのプールに水中トンネルを設ける、ライオンやトラが自然に近い環境の中を自由に動き回れるようにするなど、動物たちが動き、泳ぎ、飛ぶ姿を間近で見られる施設造りを行っている。環境エンリッチメントとして、冬のペンギンの運動不足解消から始められた雪の上の散歩は人気イベントで、積雪時に限り毎日開催される。このほか、食事時間をもぐもぐタイムと称し、動物の行動を展示する催しも行われている。旭山動物園の行動展示は今後の動物園展示の指針として国内外の動物園関係者が視察に訪れるなど注目されている。

### 混合展示
異なる動物を同じ場所で飼育する「混合展示」も新たな取り組みとして試みられている。現在はゴマフアザラシとオジロワシ・オオセグロカモメ、ジェフロイクモザルとカピバラ、ニホンザルとニホンイノシシの混合展示を行っている。過去にはペンギン館でアザラシの仔を飼育していたことがあるほか、マルミミゾウとモモイロペリカンの混合展示もあった。動物同士のストレス解消などの狙いがある。

## 歴史

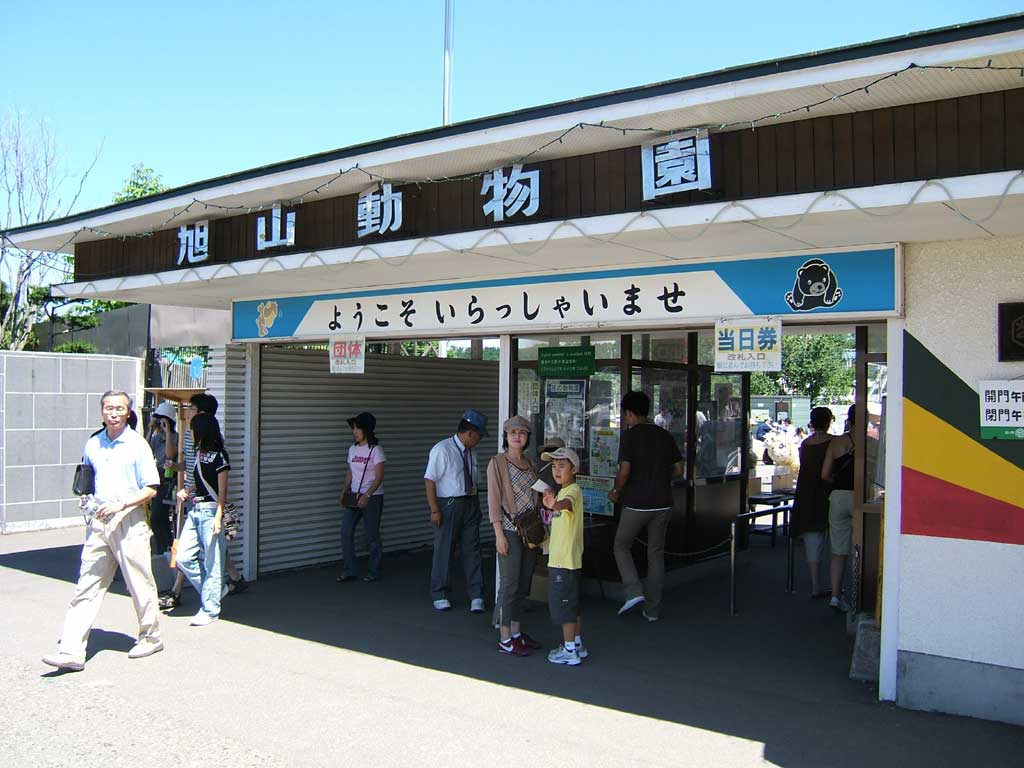
旧動物園正門

かつて動物園は大都市にしかない施設であり、北海道では1951年にようやく札幌市円山動物園が開園した。高度経済成長の到来した1960年前後から全国の地方都市で盛んに動物園が建設されるようになり、1963年にはおびひろ動物園が開園した。
旭川市でも動物園開設を求める声が大きくなり、当時の五十嵐広三市長（後の建設大臣・内閣官房長官）が、1964年度以降開園へ向け予算をつけた。建設地には市内数カ所の候補があったが、地形や地質が適していたこと、また市内中心部から旭川電気軌道の路面電車（旭川電気軌道東旭川線、1972年限りで廃止）が運行されていたことなどが決め手となり、市の東部にある旭山が選ばれた。1966年4月着工、1967年6月完工、総事業費は約2億5千万円であった。各地に預託されていた動物を運び入れて開園したのは1967年7月1日である。当初の動物は75種505匹だった。なお、これにはコイ200匹も含まれている。当時は動物園以外に遊園地も併設されており、観覧車やメリーゴーラウンド、ジェットコースター（1983年設置）などが設けられていた。
当初40万人ほどだった年間入園者数は、旭川市の人口増とともに右肩上がりに増加したが、1983年の約59万7千人をピークに減少に転じた。1994年にはニシローランドゴリラとワオキツネザルが相次いでエキノコックス症で死亡するという事態が発生、施設面も含めて予防策を検討するために8月27日で営業を切り上げた。人間への感染の恐れはほとんどなかったが、市民の不安は大きく、入園者減少に追い打ちをかける形となった。1996年には約26万人まで入園者数は落ち込んだ。
これを打開すべく、1997年から行動展示を実現する施設づくりに着手した。同年には巨大な鳥籠の中を鳥が飛び回る「ととりの村」が完成。翌年以降「もうじゅう館」、「さる山」、「ぺんぎん館」、「オランウータン舎」、「ほっきょくぐま館」、「あざらし館」、「くもざる・かぴばら館」、ちんぱんじー館と毎年のように新施設をオープンさせ、そのたびに入園者を増やしていった。一方で遊園地の遊具の更新はほとんど行われなくなり、結局2007年に遊園地自体を廃止した。
2005年11月15日、NHKの番組「プロジェクトX〜挑戦者たち〜・旭山動物園〜ペンギン翔ぶ〜」に取り上げられた。また、2006年5月13日には、フジテレビ系列で旭山動物園をモチーフとしたスペシャルドラマ「奇跡の動物園〜旭山動物園物語〜」が放送、次いで2007年5月11日、2008年5月16日に続編が放送され、その後もたびたびドラマの撮影や映画の撮影が行われている。
年間入園者数は、2005年度には前年比55万人増の206万人、2006年度には304万人、2007年度には307万人を記録している。恩賜上野動物園の350万人に肉薄し、夏休み期間中はそれを凌ぐ入場者を集め、北海道を代表する観光地のひとつとなった。なお、入園者数は2007年度をピークにその後はブームの沈静化に伴い減少に転じたが、2011年度頃からは160万人台の入園者数となって減少に歯止めがかかった(2015年度現在)。現在でも恩賜上野動物園・名古屋市東山動植物園に次ぐ日本第3位の入園者数を誇り、2位までの動物園が大都市にあり、かつジャイアントパンダやコアラなどの集客力のある動物を飼育していることを考慮すると驚異的な成績と考えられる。展示施設はその後も毎年のように充実を続けており、今でも北海道を代表する観光地のひとつであることに変わりはない。特に外国人の来園が多く、北海道に外国人観光客を誘致するための重要な観光地のひとつと位置づけられている。
Webページではマイクロソフトと連携し、Microsoft Windows Vistaの標準機能であるWPFを活用した、旭山動物園の紹介や動物について詳細に紹介する無料コンテンツ「Mother Earth〜母なる地球」が2007年に作られた。
2009年4月には、旭川市が制定した旭山動物園オフィシャルサポーター制度で承認された「あさひやま"もっと夢"基金応援サイト 旭山動物園モバイル」がJNN系列である北海道放送からリリースされ、「あざらし館」「ほっきょくぐま館」「ぺんぎん館」のライブカメラや、開園当時の様子などの貴重なテレビ放送の動画を配信した。2013年3月のHBCフィーチャーフォン向け有料サービス終了に伴い配信を終了。

## 年表
- 1967年7月1日 - 開園。
- 1968年 - くる病を患い立てなくなったゾウの花子を北海剥製標本社の信田修治郎に売却。詳細は宮内温泉の項を参照。
- 1972年、飼育員がアジアゾウに襲われ死亡[14]。
- 1974年 - ホッキョクグマの国内初の繁殖に成功する。
- 1978年5月14日 - 来園者数が500万人に到達[18]
- 1981年 - 国内で初めてオオコノハズクの繁殖に成功する。
- 1983年 - 動物資料館が完成[19]。
- 1985年 - 国内で初めてエゾヤチネズミの繁殖に成功する。
- 1987年
  - 国内で初めてオオタカの人工孵化に成功する。
  - 来園者数が1000万人に到達[18]
- 1988年 - 飼育員達が行動展示について語り合い、その夢を絵として残す。後に「ととりの村」、「ぺんぎん館」等として実現し、旭山動物園復活の重要な鍵となる。
- 1989年 - 動物病院が完成。
- 1990年 - 国内で初めてトビの人工孵化に成功する。
- 1991年 - 国内で初めてアムールヒョウ、コガモの繁殖に成功する。
- 1992年 - 爬虫類舎が完成。
- 1993年 - 国内で初めてコノハズク、ヒヨドリの繁殖に成功する。
- 1994年 - ニシローランドゴリラとワオキツネザルがエキノコックス症で死亡、8月27日より途中閉園。
- 1995年
  - 国内で初めてオマキトカゲ、スズガモ（人工孵化）の繁殖に成功する。
  - 小菅正夫が園長就任。
- 1996年 - 1984年から減少していた年間入園者数が最低の26万人まで落ち込む。国内で初めてシマアジ（鳥類）、キレンジャクの繁殖に成功する。
- 1997年 - 行動展示の施設の建設を開始。その第一弾である「ととりの村」が完成[20]。
- 1998年 - もうじゅう館が完成[21]。国内で初めてスズメ（人工孵化）、ヒドリガモの繁殖に成功する。
- 1999年 - モデル事業として冬季営業を開始。翌年以降も継続。
- 2000年9月 - ぺんぎん館が完成[22]。
- 2001年8月 - オランウータンの空中運動場が完成。
- 2002年9月 - ほっきょくぐま館が完成[23]。
- 2003年2月13日 -「もうじゅう館」でアムールトラに飼育担当者が後頭部など数箇所を噛まれ、重傷を負う[24]。
- 2004年
  - 6月 - あざらし館が完成[25]。特徴的な水槽が行動展示の代表として多くのマスメディアに取り上げられ、夏の入園者数激増の要因となる。
  - 7月・8月 - 初めて月間入園者数が恩賜上野動物園を抜き日本一に[26]。以後、毎年夏シーズンは上野動物園を上回り、北海道を代表する観光スポットとなる。
  - 9月19日  - 1974年6月から飼育されていたホッキョクグマのカンゾウが死亡[27]。
  - 11月 - 「動物の生態に合わせたユニークな施設整備に全国が注目」として第58回北海道新聞文化賞を受賞[28]。
- 2005年
  - 1月 - おらんうーたん館が完成[29][30]。
  - 8月 - くもざる・かぴばら館が完成[30][31]。
  - 9月14日 - 来園者数が2000万人に到達[18]
- 2006年
  - 年間入園者200万人を達成[32]。
  - 7月 - 第二子ども牧場が完成[33]。
  - 8月 - ちんぱんじー館が完成[34]。
- 2007年
  - 4月 - 年間入園者数が300万人を突破（2006年度）。国内で初めてオオワシの人工孵化に成功する[35]。
  - 10月 - 夏季営業終了をもって遊園地を廃止[36]。
  - 12月 - レッサーパンダの吊橋が完成[37][38]。
- 2008年6月 - オオカミの森が完成[39]。
- 2009年
  - 4月 - 坂東元が園長就任。エゾシカの森が完成[40]。
  - 5月 - ホッキョクギツネ舎が完成。
  - 6月5日 - 来園者数が3000万人に到達[18]
  - 8月29日 - てながざる館が完成[41]。
- 2010年4月 - もうきん舎が完成。
- 2012年7月18日、ヨーロッパフラミンゴが脱走。2012年8月18日に、園にて飼育していた捕獲するための囮用のフラミンゴ4羽のうち、1羽が死亡し、1羽が行方不明となる[42]。2012年8月21日に旭川東警察署にフラミンゴの遺失物届を提出。
- 2013年
  - 11月21日 - 老朽化した総合動物舎に代わる施設、きりん舎・かば館が完成[43][44]。
  - 11月27日 - 開園時から飼育されていたカバのザブコが老衰により衰弱死[45]。
- 2014年8月20日 - 来園者数が4000万人に到達[18]

- 2015年 - 手づくり郷土賞受賞（地域整備部門）[46]
- 2017年
  - 1月18日 - この年の7月1日に開園50周年を迎えるため、「旭川市旭山動物園開園50周年記念事業ロゴマーク」を作成[47]。
  - 4月24日 - 開園50周年記念事業を発表[48]。
  - 7月1日・2日 - 開園50周年を迎え、スペシャルイベントを開催[49]。
- 2024年
  - 2月29日 - 北海道の動物園では初めて博物館法に基づく登録博物館に認定[50]。
  - 4月1日 - 現園長の坂東元が退任し、市が新設する非常勤特別職の「統括園長」に就任。後任園長として同園主幹の田村哲也が就任[3]。

## 施設と飼育動物
北海道北部に位置する動物園のため、北方系の動物の展示が多い傾向にある。主に斜面地建築物構造の建物となっている。
- 小獣舎
  - マヌルネコ
- こども牧場
  - ウサギ、モルモット、ジャンガリアンハムスター、チンチラ、ヤギ、サフォーク、ゴールデン・レトリバー、ホルスフィールドリクガメなど
- ととりの村
  - カルガモ、オシドリ、キンクロハジロ、マガン、ハクガン、シジュウカラガン、オオハクチョウ、コクチョウなど
- フラミンゴ舎
  - ベニイロフラミンゴ、チリーフラミンゴ、ヨーロッパフラミンゴ
- もうじゅう館
  - ライオン、アムールトラ、アムールヒョウ、ユキヒョウ
- さる山
  - ニホンザル、ニホンイノシシ
- ぺんぎん館
  - イワトビペンギン、キングペンギン、ジェンツーペンギン、フンボルトペンギンなど
- 総合サル舎
  - ワオキツネザル、アビシニアコロブス、ブラッザグェノン
- ほっきょくぐま館
  - ホッキョクグマなど
- あざらし館
  - ゴマフアザラシ、ウミネコなど
- オランウータン舎・おらんうーたん館
  - ボルネオオランウータン、ボルネオカワガメ
- くもざる・かぴばら館
  - カピバラ、ジェフロイクモザル
- チンパンジーの森・ちんぱんじー館
  - チンパンジー
- 小動物舎
  - エゾユキウサギ、エゾモモンガ
- レッサーパンダの吊橋
  - レッサーパンダ
- 小型猛きん舎
  - チゴハヤブサ、ハヤブサ
- オオカミの森
  - シンリンオオカミ
- エゾシカの森
  - エゾシカ
- ホッキョクギツネ舎
  - ホッキョクギツネ
- てながざる館
  - シロテテナガザル、キョン
- シマフクロウ舎（2010年オープン）
  - シマフクロウ
- タンチョウ舎（2011年オープン）
  - タンチョウ
- 両生類・は虫類舎（2011年春リニューアル）
  - エゾサンショウウオ、アズマヒキガエル、ニホンアマガエル、ニホンマムシ、アオダイショウ、シマヘビ、ニホンイシガメ、ミシシッピアカミミガメなど
- シロフクロウ舎
  - シロフクロウ
- 北海道産動物舎（2012年秋リニューアル）
  - アライグマ、ホンドテン、エゾタヌキ、キタキツネ、エゾクロテン、エゾリス、オオワシ、オジロワシ、クマタカ、エゾフクロウ、アオバズク、ワシミミズクなど
- きりん舎・かば館（2013年秋オープン）
  - アミメキリン、モモイロペリカン、カバ、ダチョウなど
- クジャク舎（2015年春オープン）
  - インドクジャク
- トナカイ舎
  - トナカイ
- ニワトリ・アヒル舎
  - 白色レグホーン、アヒル、コールダックなど
- 北海道小動物コーナー
  - ホンドテン、エゾタヌキ
- えぞひぐま館（2022年春オープン）
  - エゾヒグマ
- 動物資料展示館

かつては「ノシオ」と言う名のミナミシロサイが展示されていたが、2009年11月17日に腎不全で死亡。このため、北海道の動物園からはサイが見られなくなった。また、ゾウもいなくなったため、北海道には円山動物園に5頭アジアゾウがいるのみである。また、開園以来48年飼育していたアメリカアリゲーターが2015年5月に死亡した。

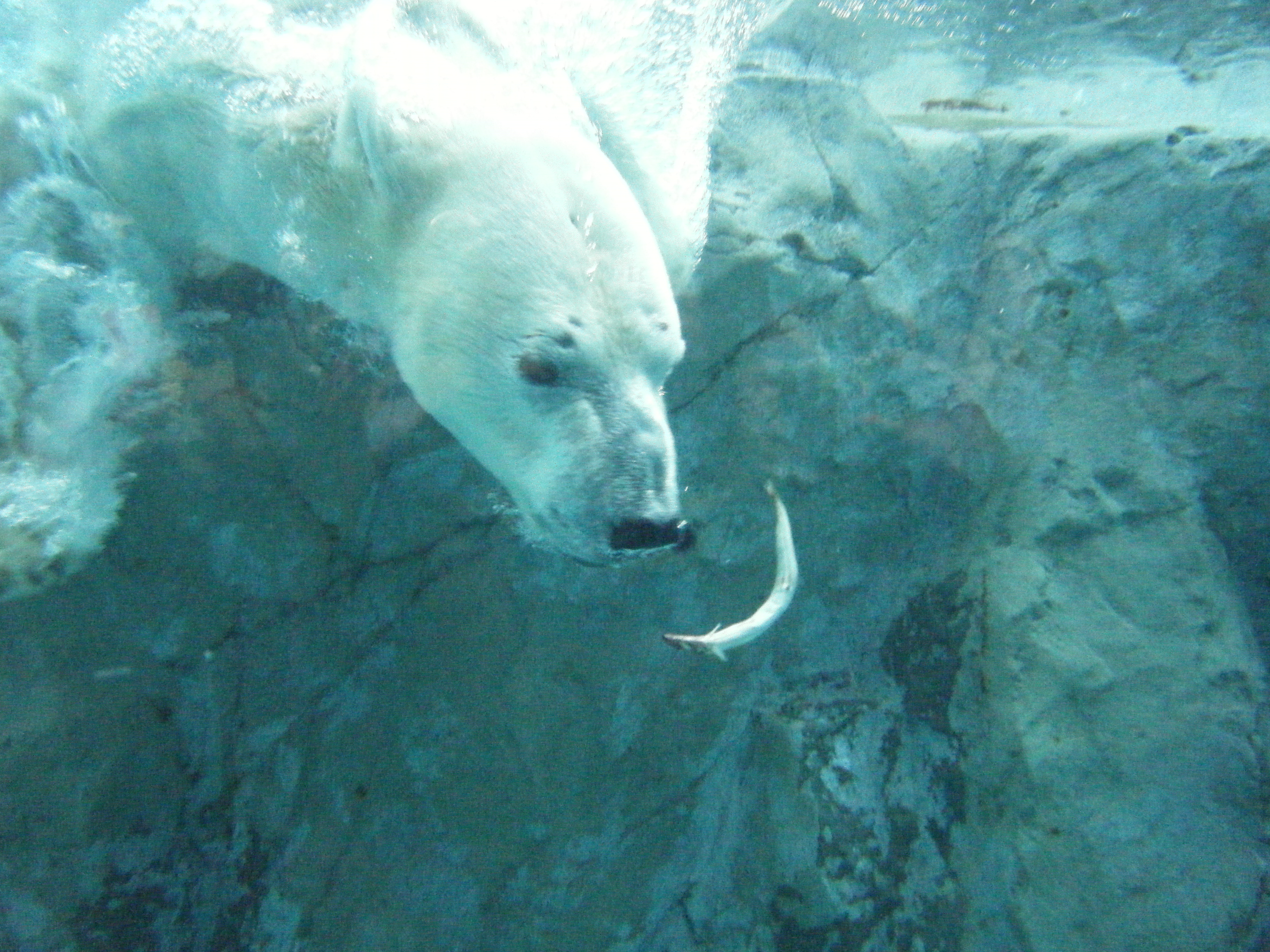
ほっきょくぐま館
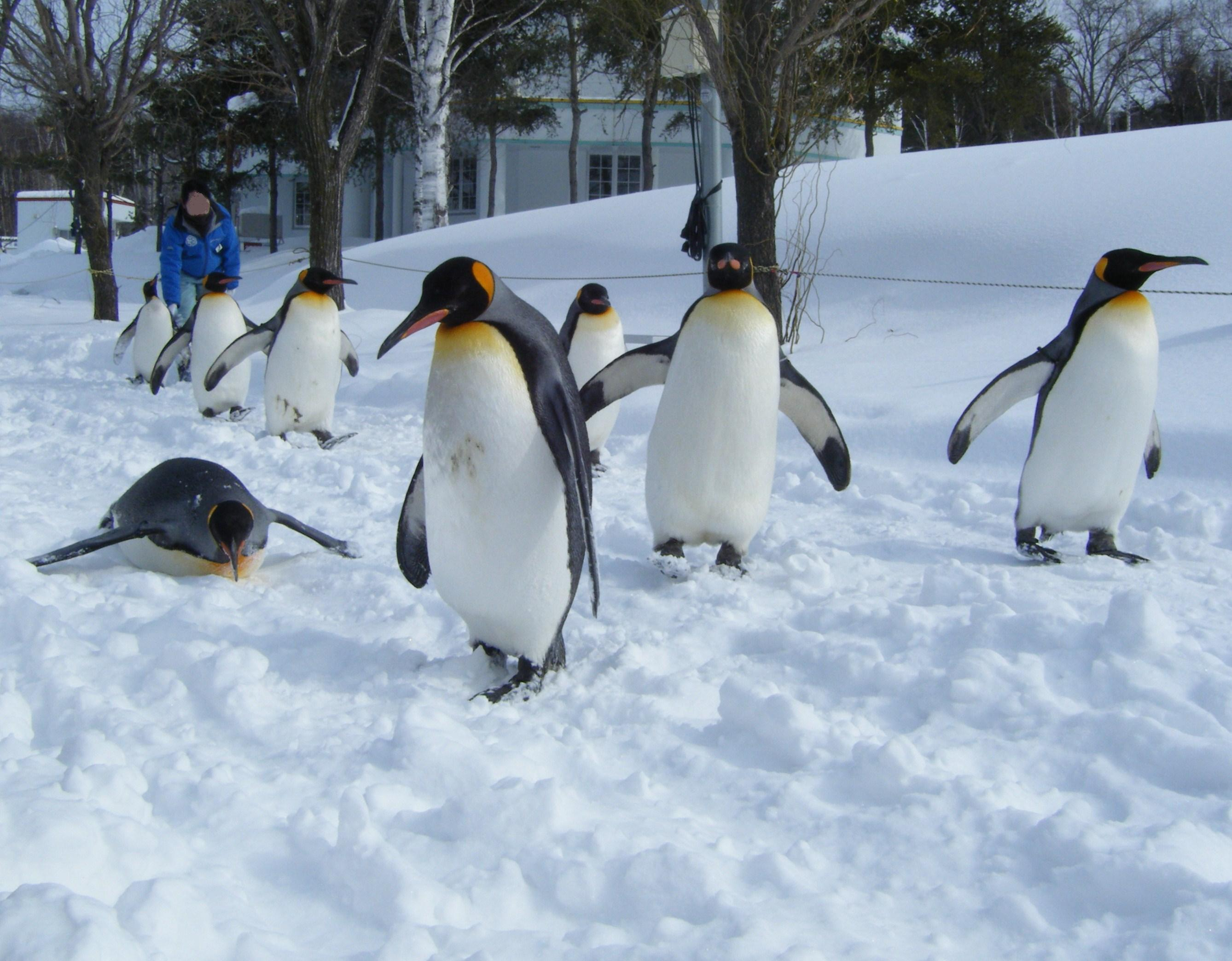
冬期開園時の名物「キングペンギンの散歩」
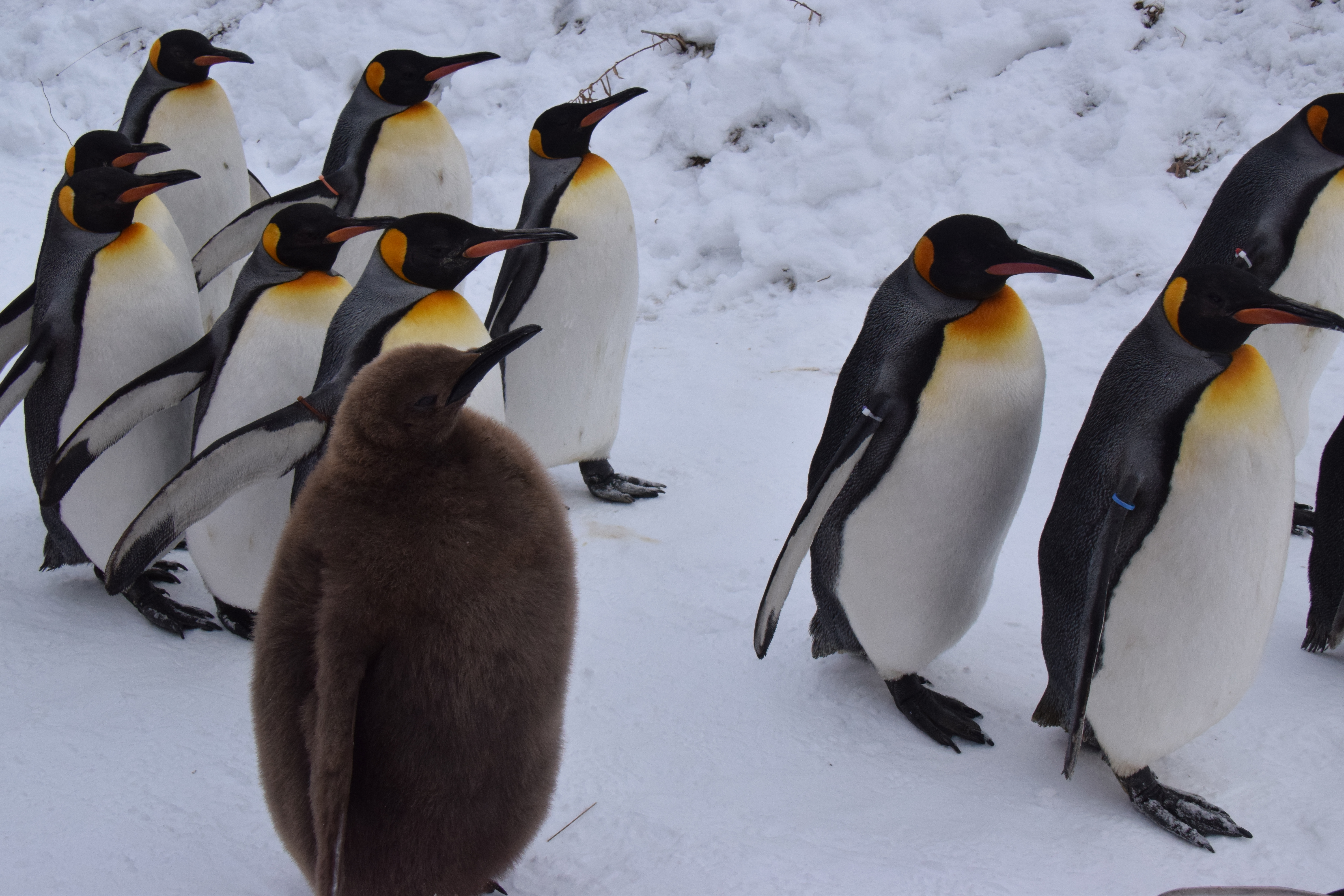
2019年12月28日に行われたペンギンのお散歩
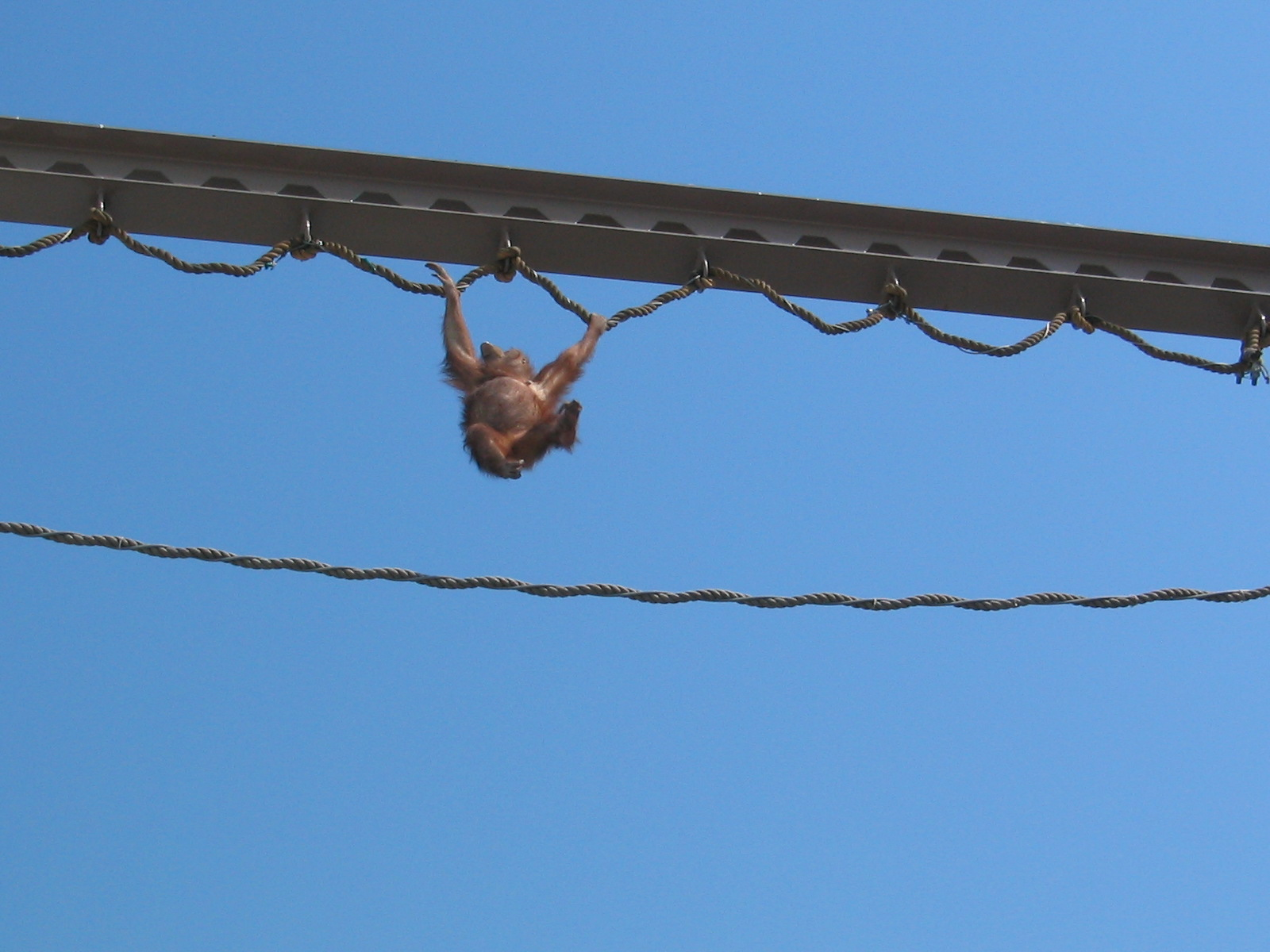
オランウータン舎
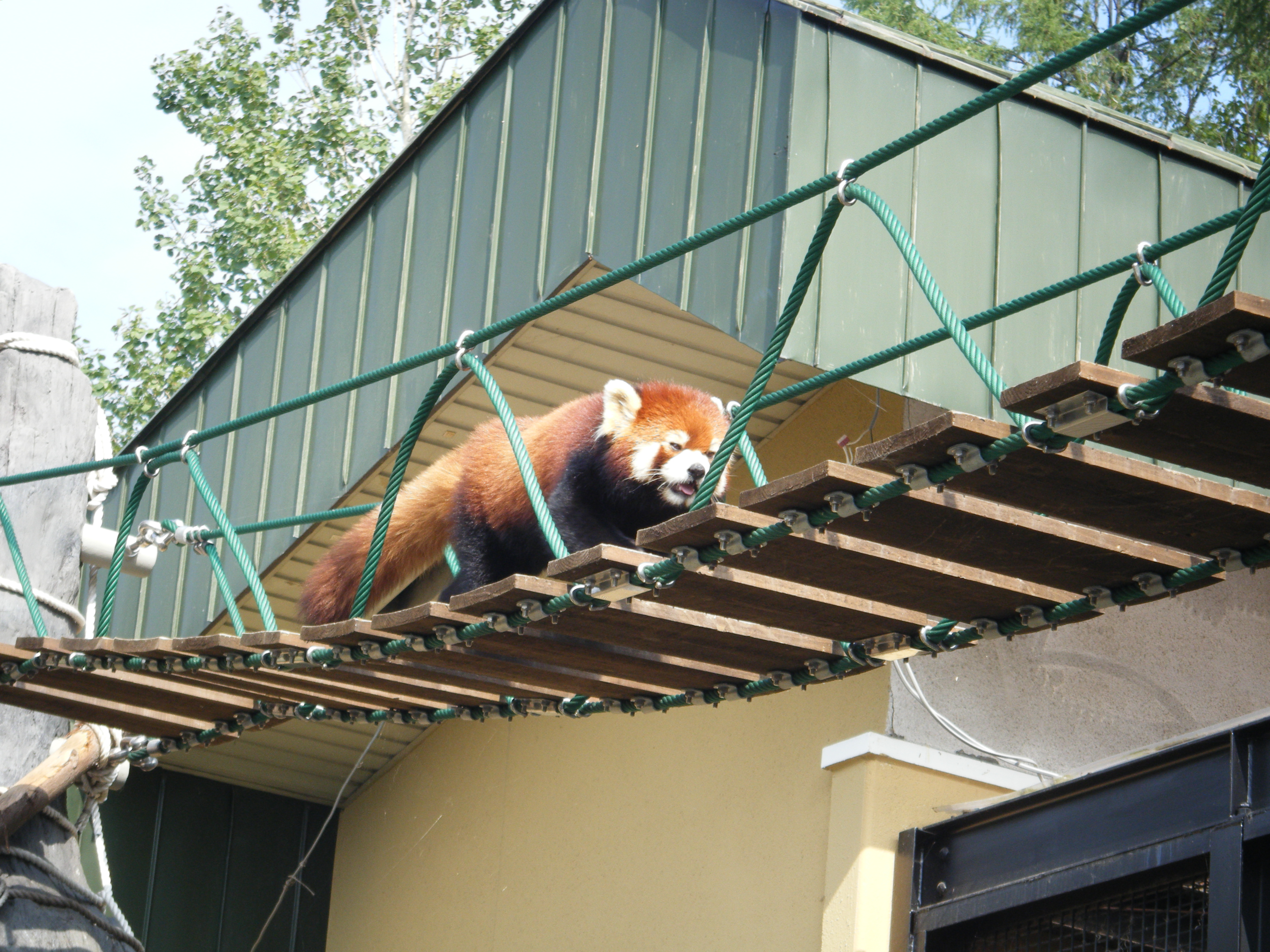
レッサーパンダの吊橋
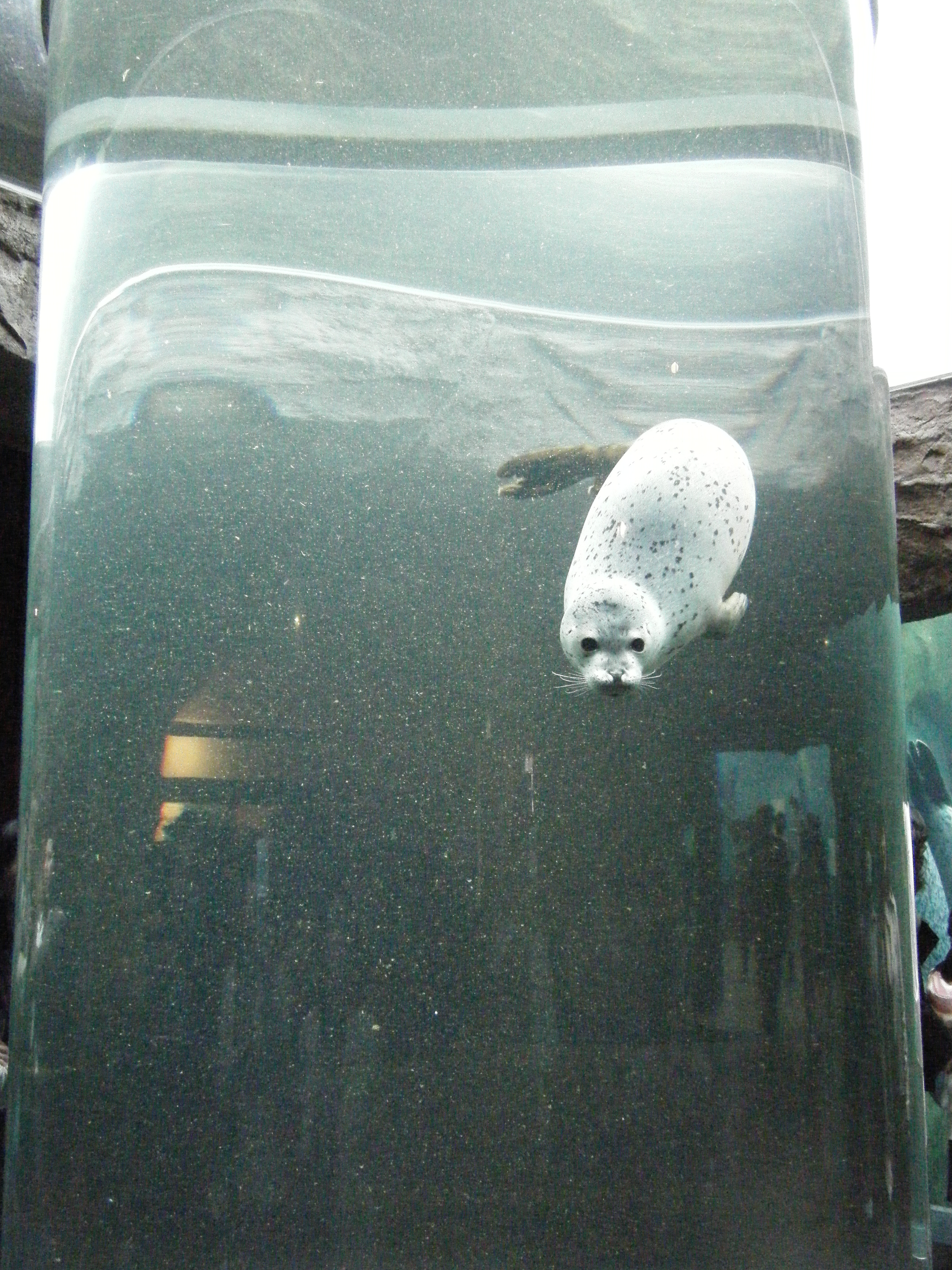
あざらし館
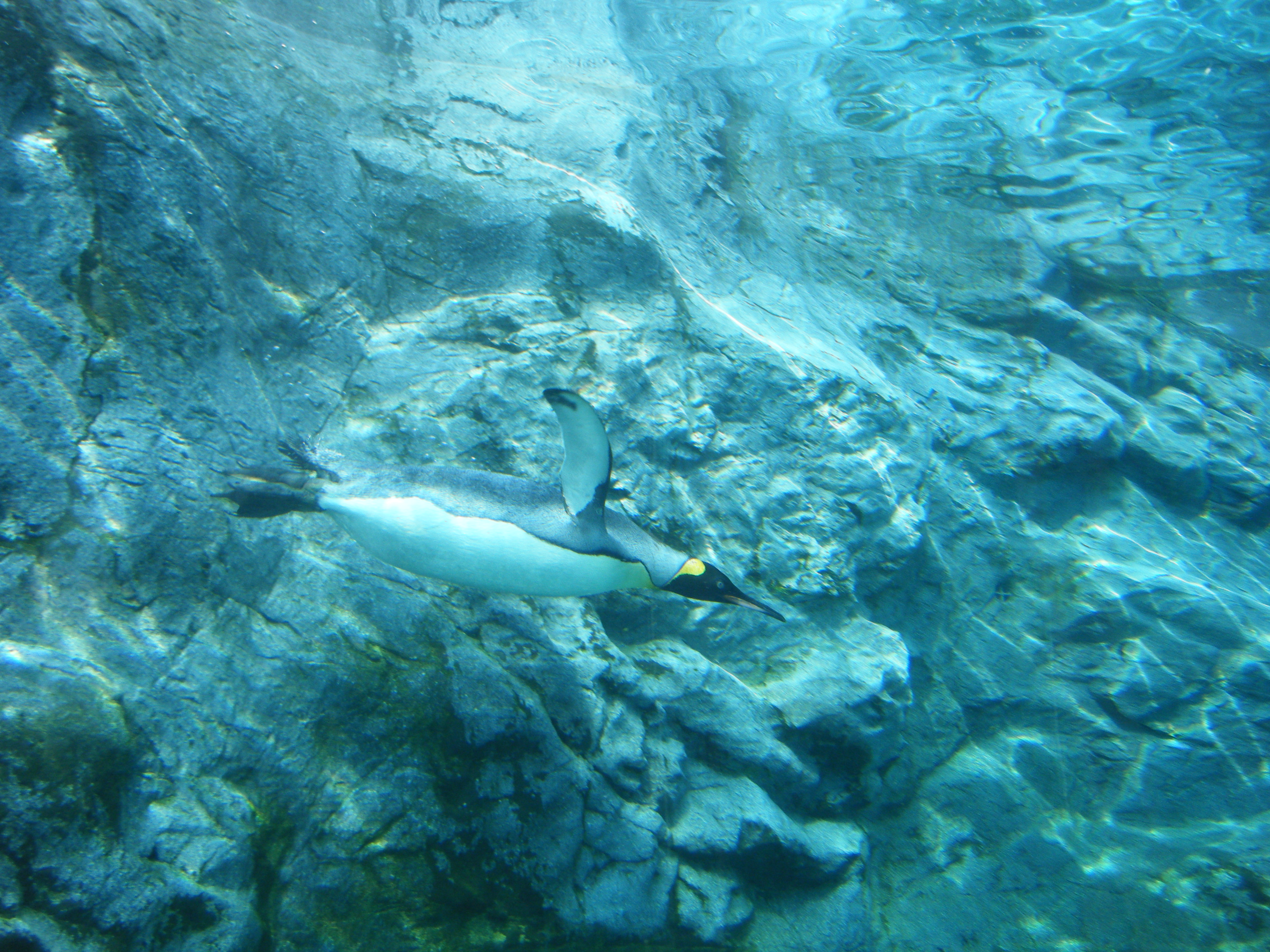
ペンギン館
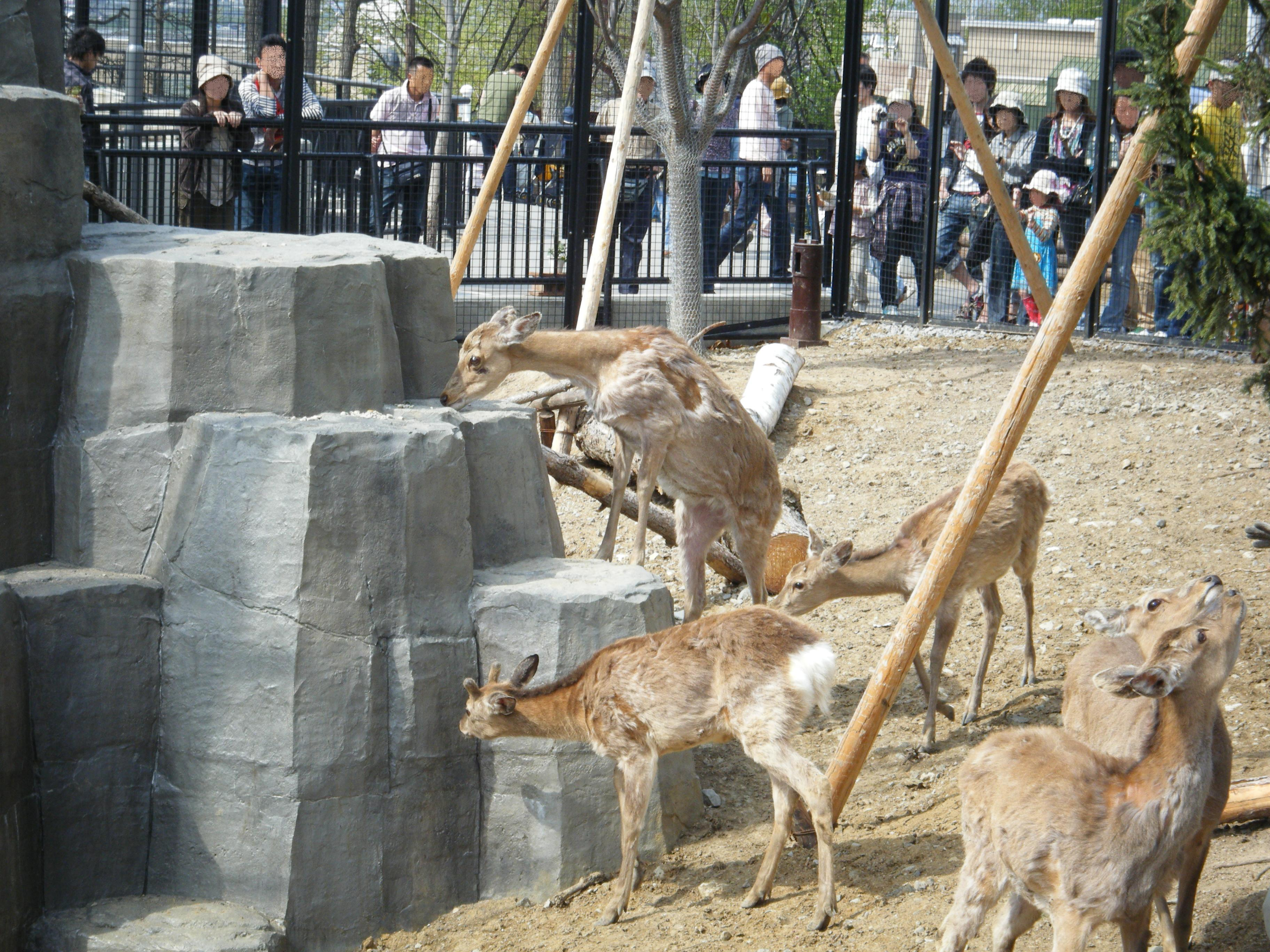
エゾシカの森
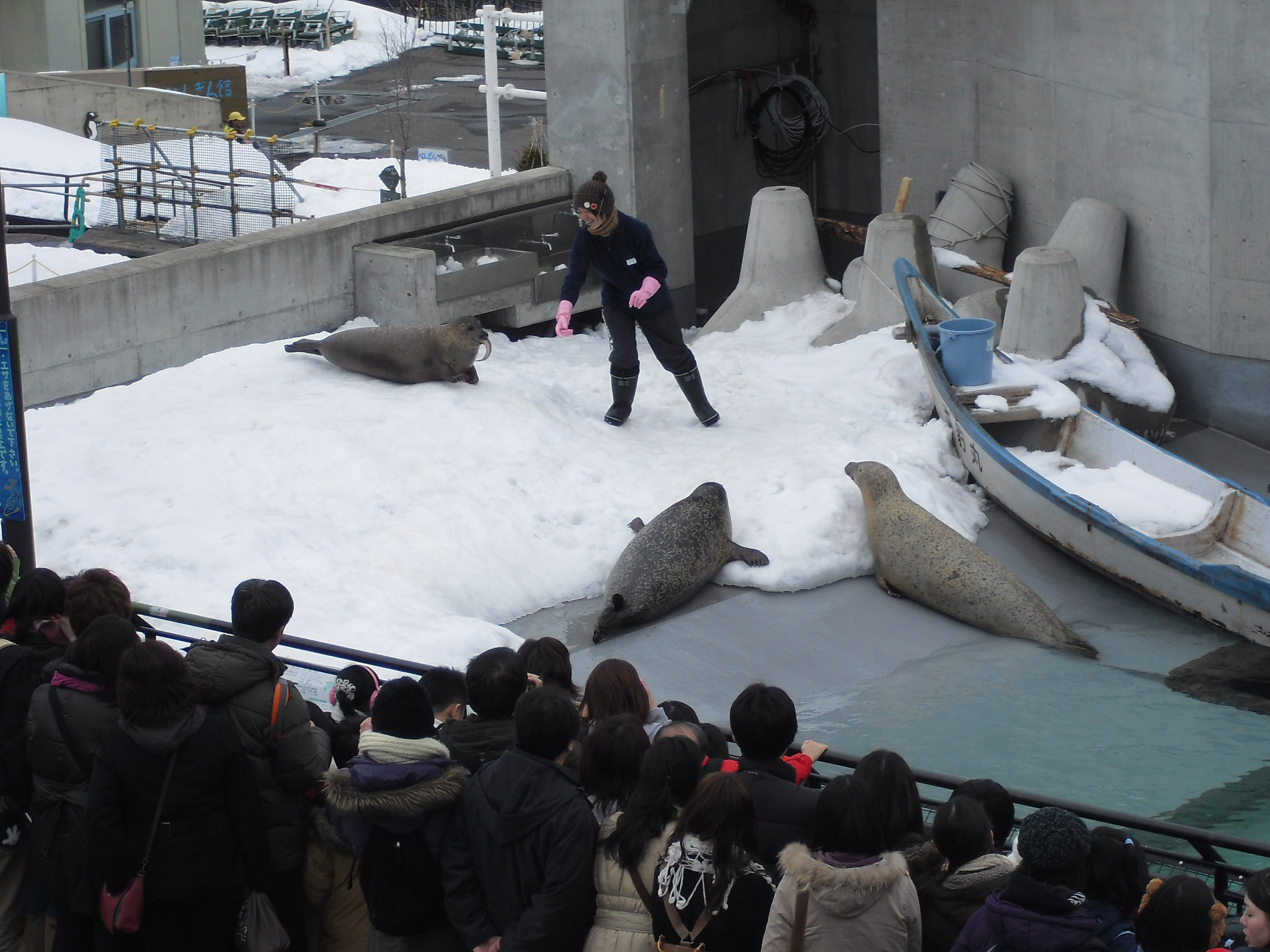
ゴマフアザラシもぐもぐタイム

## 食事・おみやげ
西門と東門、しろくま館隣に食堂を設置する。園内への弁当持ち込みは可能。ただし、バーベキューなど火気の使用は禁止されている。

### レストラン
- ガーデンテラスライオン 旭川動物園東門店 - 旭山動物園に入居する飲食施設で最大規模。動物園入園者以外の利用も可能。当初は2011年から旭川ターミナルビルにより「モグモグテラス」として運営されていたが同社の清算に伴い2016年4月からサッポロライオンの運営により現店名となる。
- ZOOショップ＆キッチンCoCoLo - 大雪地ビールが運営、正門に位置し売店を併設。
- 旭山動物園中央食堂 - 厚友会が運営、あざらし館内に位置する。無料休憩所と中央売店「旭山ZOO SHOP」を併設。
- FarmZoo - 谷口農場が運営、西門付近に位置し売店を併設。

### 売店
- 旭山動物園くらぶ いこいの広場SHOP　NPO法人旭山動物園くらぶが運営、ととりの村の向かいに位置する。クッキーや文房具などの、オリジナルグッズなどのお土産や、手作りのカレーうどんや、スープカレーをメインにしたフードコーナーも併設。
- 動物園くらぶ こもれびの丘SHOP　NPO法人旭山動物園くらぶが運営、ちんぱんじー館や、さる山からもほど近い場所に位置する。絵本作家あべ弘士さんデザインのグッズや、ソフトクリームなどサイドメニュー等もご提供。また、同スペースに、「あべ弘士みゅーじあむ」と題して、 絵本作家あべ弘士の絵本原画や入手困難な絵本など100種類以上の絵本の展示と販売スペースを併設している。

### 限定品
旭山動物園限定のお土産やグッズも販売される。正門と東門の売店付近に設置されているカプセルトイ「旭山動物園カプセル・ズー」では動物園の完全オリジナル商品が購入可能。原型制作を海洋堂が手がけ、ホッキョクグマが水中に飛び込むシーンや、キングペンギンの散歩など、旭山動物園を代表する光景がヴィネット（情景模型）として再現されている。全6種類、各300円。

## 営業

### 開園日時
2023年4月24日現在
- 夏期・冬期の営業を切り替える4月上旬から下旬、11月上旬から下旬、および年末年始は休園となる。（2023年度は4月10日-28日、11月4日-10日、12月30日-2024年1月1日）
- 2024年度は夏期が4月27日 - 11月3日（うちお盆期間は「夜の動物園」と称して開園時間を延長。2024年度は8月10日 - 16日が対象）、冬期は11月11日 - 12月29日および2025年1月2日 - 4月7日。
  - 夏期 : 10月15日まで 9:30 - 17:15（入園締切は16:00） 10月16日から 9:30 - 16:30（入園締切は16:00）
  - お盆期間 : 9:30 - 21:00（入園締切は20:00）
  - 冬季 : 10:30 - 15:30（入園締切は15:00）

### 入園料
2023年11月11日（2023年度冬期開園開始日）現在。
- 一般
  - 大人（高校生以上） - 1,000円
  - 団体（大人25名以上） - 900円
- 旭川市民特別料金
  - 大人（高校生以上） - 700円
  - 団体（大人有料入場者が25人以上） - 600円
- 旭川市民特別料金は2008年に入園料を改定した際に、旭川市民だけ入園料を据え置く目的で作られたものである。
- 旭山動物園年間パスポートは1,400円。青少年科学館共通パスポートは2,230円。いずれも最初の入園日から1年間有効となる。
- 旭川市内の宿泊施設の宿泊利用者に限り、おもてなし券（1泊2日券）を1,000円で設定している（入園初日の正午以降の入園、及び翌日の正午までの入園が可能）。
- 中学生以下、70歳以上の旭川市在住者、身体障害者手帳、療育手帳、精神障害者保健福祉手帳の交付を受けている者と介助者、介護保険要介護、要支援の認定を受けている者とその介助者、生活保護世帯は無料。（要証明）
- 保育園の保育士、幼稚園及び小中学校、高等学校の教員および青少年活動の引率者が幼児・児童・生徒を引率する場合は無料。
- 旭川市民特別料金は旭川市在住者のほか、旭川市内の高校及び高等専門学校（3年生までの者に限る）に在学している生徒も学生証を提示することで適用される。

## アクセス
- 旭川市中心部から約10km

### 自家用車
- 道央自動車道旭川北インターチェンジより道道37号を旭川空港面に8km進み、動物園通から2km、また旭川鷹栖インターチェンジから15km、旭川紋別自動車道愛別インターチェンジから18km。
  - 周辺には市営の無料駐車場（正門、東門）と、民間の駐車場（夏季のみ有料：500円、正門、東門、西門）がある。

### バス
- 旭川電気軌道

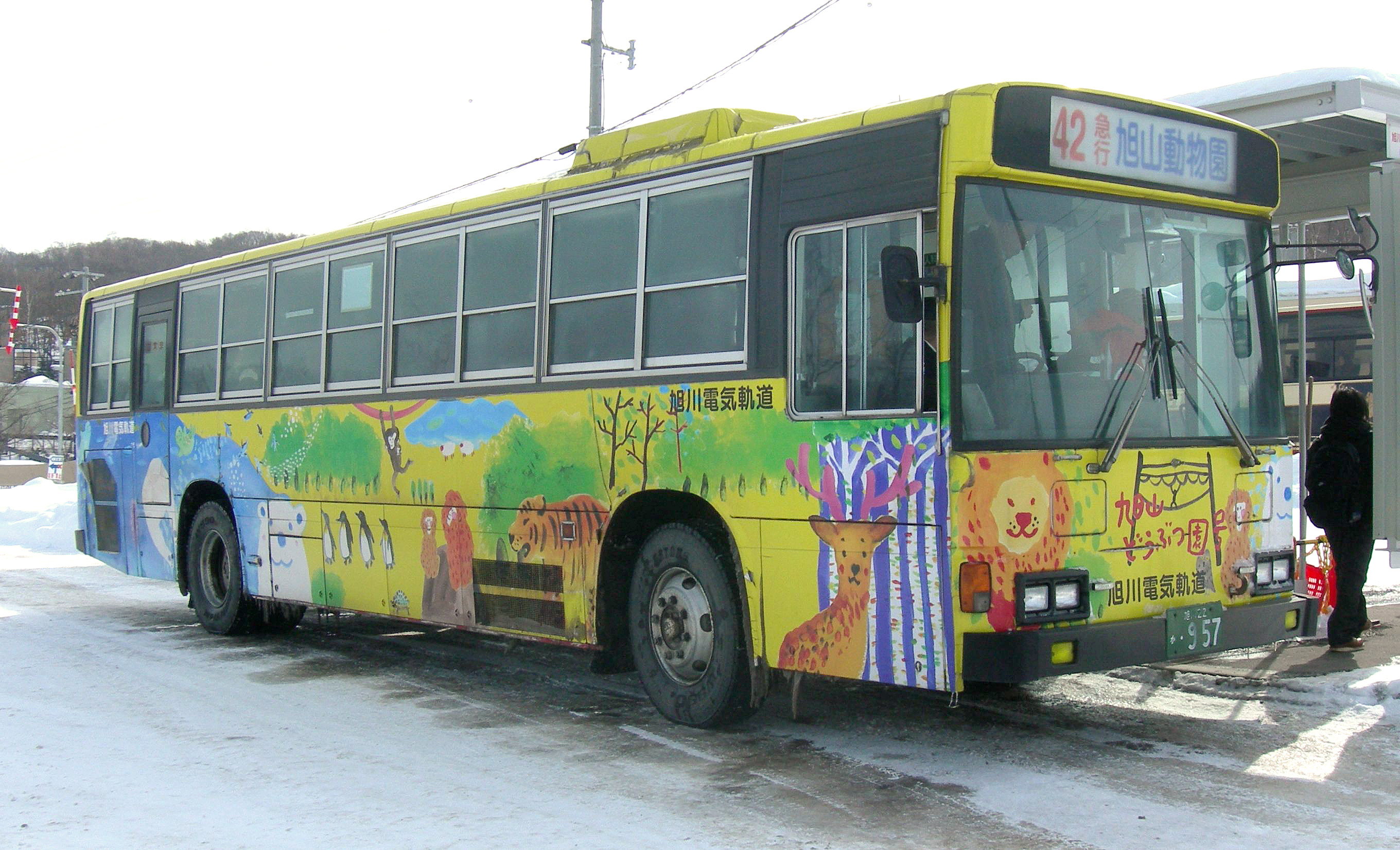
旭川電気軌道 旭山どうぶつ園号

  - 旭川駅前始発で41・42・47系統、旭山動物園行。
  - 旭川空港より78系統、旭山動物園行。
- 北海道中央バスが「高速あさひかわ号」と上記の旭川電気軌道の路線を組み合わせたバスセット券を設定している[55]。

### 鉄道
- 旭川駅
  - 駅前より上記バスを利用。
  - 「旭山動物園きっぷ」[56]等の乗車券とのセット商品も販売されている。
  - 土日祝や繁忙期に全席指定扱いの臨時特急「旭山動物園」号が、札幌駅 - 旭川駅間を1日1往復していた。2018年（平成30年）3月24・25日を最後に単独の臨時特急としての運転を終了し[57]、2018年4月からは「ライラック旭山動物園号」として通常列車1往復で動物園に因んだサービスを行う。

- 東旭川駅
  - JR北海道 石北本線東旭川駅から徒歩で道道140号線沿いのバス停「東旭川1条6丁目」を利用。前述のバス（旭川電気軌道 41・47系統 旭山動物園線）に乗り5分。バスを使わない場合は徒歩40分。
  - 2006年～2007年のゴールデンウィーク期間は特別快速きたみが臨時停車し直通無料シャトルバスが運転されていた。

## 旭山動物園でロケを行ったテレビ番組
- ぴったんこカン・カン（TBS系）
- ドリーム・プレス社（TBS系）
- めざましテレビ公認 わがまま!気まま!旅気分（uhb・BSフジ）
- 旭山動物園日記シリーズ（HTB制作 テレビ朝日系）
- 水曜ミステリー9「シロクマ園長 命の事件簿」（テレビ東京系）
- 乃木坂工事中 （テレビ東京系）

## 旭山動物園の再起・脚光を描いた作品
- ドラマ『奇跡の動物園～旭山動物園物語～』（フジテレビ系）
- ドキュメンタリー『プロジェクトX ～挑戦者たち～』第183回 「旭山動物園 ペンギン翔ぶ ～閉園からの復活～」（NHK）
- 映画『旭山動物園物語 ペンギンが空をとぶ』
- 漫画『ASAHIYAMA-旭山動物園物語-』 （コミックチャージ）